# Iflix
Iflix — міжнародний сервіс з надання послуг VOD, орієнтований на ринки, що розвиваються, із штаб-квартирою в Куала-Лумпурі, Малайзія.
Сервіс використовується як цифрова платформа для розміщення та дистрибуції для західних, азійських і близькосхідних телевізійних шоу та фільмів, отриманих завдяки партнерству з понад 150 студіями та дистриб'юторами контенту в усьому світі, включаючи Metro-Goldwyn-Mayer, Disney, Warner Bros, Paramount, NBC Universal, Fox, CBS, BBC, Sony Pictures і Discovery.
Iflix доступний у 13 країнах Азії, включаючи Малайзію, Індонезію, Філіппіни, Таїланд, Пакистан, М'янму, В'єтнам, Камбоджу, Непал та інші. Станом на березень 2019 року, Iflix налічував 25 млн користувачів, що оформили передплату.

## Історія
Iflix був заснований Патріком Ґроувом, генеральним директором Catcha Group, Марком Бріттом та інвестиційним банком Evolution Media.
У квітні 2015 року Iflix оголосив про завершення раунду фінансування на суму $30 мільйонів на чолі з провідною міжнародною інвестиційною фірмою Catcha Group та PLDT, найбільшою інтегрованою телекомунікаційною компанією Філіппін. Компанія розпочала надавати послуги в Малайзії та Філіппінах через місяць. До липня 2015 року Iflix залучив понад 100 000 абонентів, ставши найпопулярнішою послугою Інтернет-телебачення в Південно-Східній Азії. В листопаді того ж року Iflix нараховував до 200 000 абонентів на передоплаті.
У липні 2019 року iflix залучив додаткові $50 млн в ході нового раунду фінансування під супроводом Fidelity International.